# Джованни Пизано
Джованни Пизано (итал. Giovanni Pisano; ок. 1250, Пиза, Тоскана — ок. 1315, Сиена, Тоскана) — скульптор и архитектор итальянского проторенессанса луккано-пизанской школы. Сын и ученик Никколо Пизано. Он стал гораздо более известным, чем его отец. Индивидуальный стиль Джованни Пизано отличается большей свободой и динамичностью, он показывает фигуры в движении и использует различные средства драматизации, его скульптурам присущи резкие повороты и угловатые очертания.

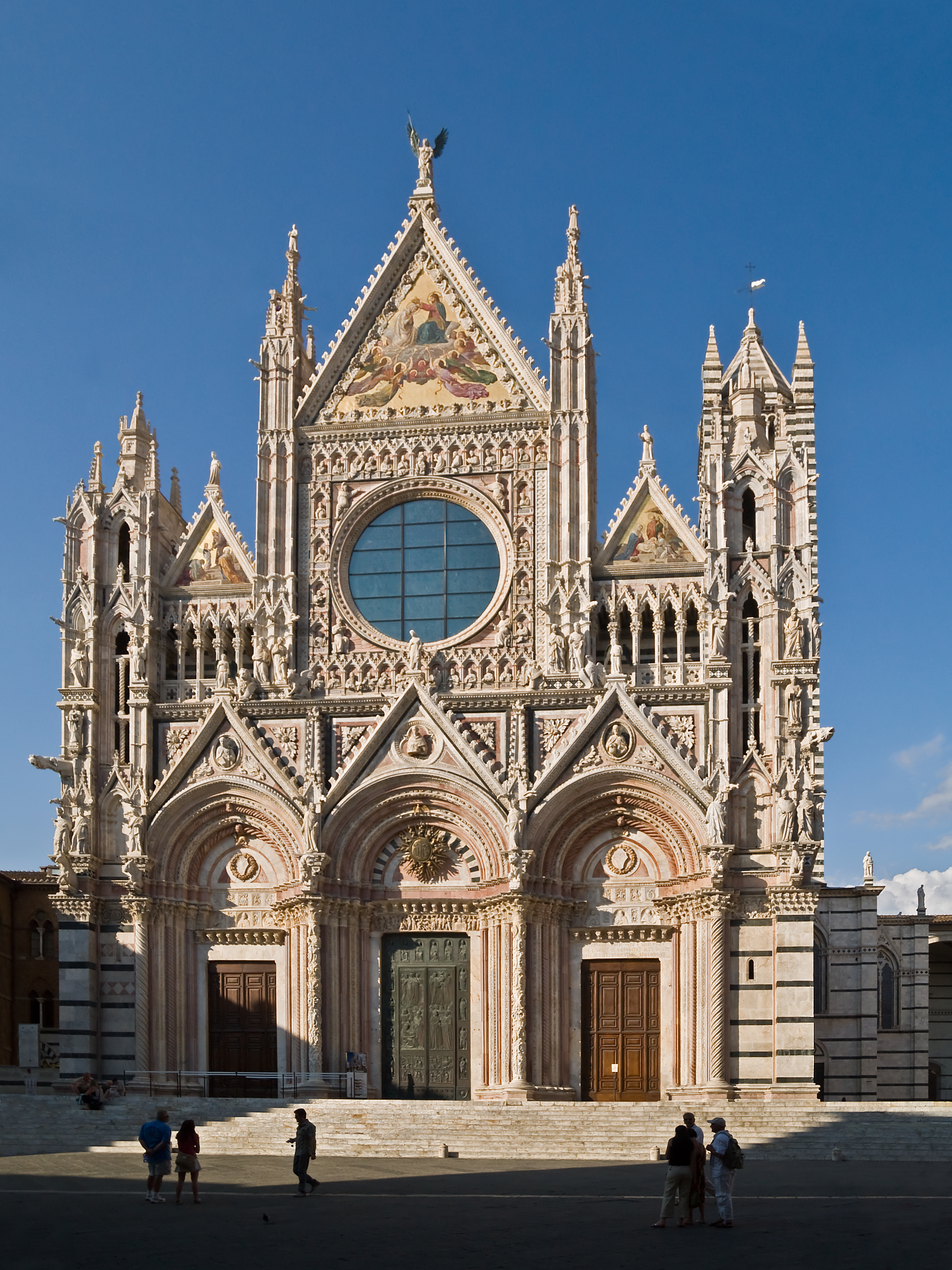
Фасад кафедрального собора в Сиене

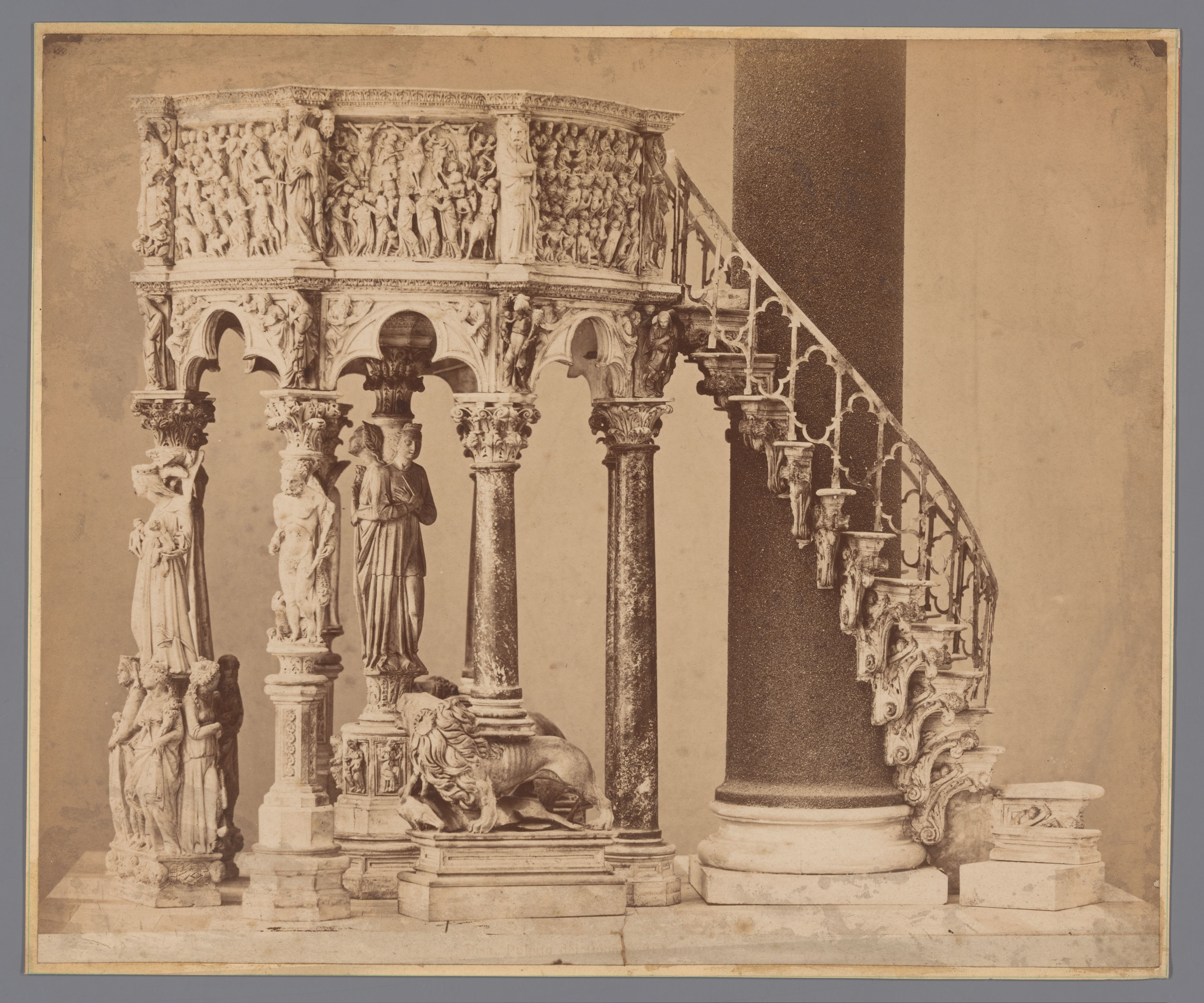
Кафедра Пизанского собора. Фотография. Между 1851 и 1900

## Биография
Джованни Пизано родился в Пизе, Тоскана около 1245 года. В 1265—1278 годах Джованни работал вместе с отцом, и при его участии была создана кафедра городского Собора в Сиене. Первая самостоятельная работа Пизано — скульптурная декорация фасада пизанского Баптистерия (1278—1284). В 1285 году Джованни приехал в Сиену, где с 1287 по 1296 год исполнял должность главного архитектора кафедрального Собора. Выдающимся произведением является кафедра Сиенского собора (1265—1269), хотя атрибуция различных скульптур является спорной.
Полные динамики и драматизма фигуры скульптурной композиции фасада собора свидетельствуют о значительном влиянии на Пизано французской готической скульптуры. Из всех готических итальянских фасадов Сиенский собор имеет самое роскошное скульптурное убранство. В дальнейшем, он послужил образцом при декорации других соборов Центральной Италии.
Джованни Пизано, несомненно, сыграл более активную роль в работе над Фонтаном Маджоре в Перудже (1275—1278), где он подписал фигуры в верхнем регистре рядом с именем своего отца, хотя существует полная неопределенность относительно их атрибуции, и их обычно приписывают Джованни Пизано из-за их теперь уже явно выраженной готической направленности.
Впоследствии он взял на себя руководство проектами, которые остались незавершёнными его отцом: внешняя отделка Пизанского баптистерия (статуи второго регистра и завершение третьего и последнего); и Сиенский собор, где он был главным строителем с 1285 по 1296 год: здесь Джованни Пизано удлинил нефы на один пролет, в конце которого разместил монументальный фасад; Он выполнил работы по оформлению нижней части фасада, для которой создал большое количество статуй пророков и мудрецов древности. В Сиене он добился большого признания и привилегий.
Впервые в Тоскане монументальная скульптура была органично включена в архитектурный проект. Необычайная живость и натуралистичность пизанских скульптурных изображений являет собой противоположность спокойной безмятежности скульптур его отца. В 1270—1276 годах Пизано посетил Францию. В большинстве его произведений заметно влияние искусства французской готики. «Обращение Пизано к готическому стилю обогатило нарождающееся антикизирующее течение итальянского проторенессанса».
По оценке П. П. Муратова «Пизано был единственным из современников Джотто, у кого Джотто мог чему-нибудь научиться», поскольку именно в лице Джованни «пизанская скульптура твёрдо держалась существенного в искусстве, настойчиво преследуя свой идеал одухотворённой формы», в то время как живопись школы Джотто «успела быстро растерять заветы великого учителя».
В 1299 году Джованни возвратился в Пизу, где работал в качестве архитектора и скульптора на строительстве церковных зданий.
Одним из главных достижений Джованни Пизано последующих лет считается кафедра для церкви Сант-Андреа в Пистое (1297—1301). Образы украшающих кафедру рельефов также сходны с пизанскими. Однако лица персонажей более выразительны, их позы и жесты, более драматичны. Особенной экспрессией отличаются сцены «Распятие» и «Избиение младенцев». Джованни Пизано является автором многочисленных статуй Мадонн, пророков и святых. Наиболее известная скульптура Мадонны находится в алтаре капеллы Скровеньи (капеллы дель Арена) в Падуе (ок. 1305).

## Кафедра Пизанского собора
С 1302 по 1311 год Джованни Пизано работал над скульптурами кафедры, предназначавшейся для пизанского Собора. После пожара 1599 года кафедра была разобрана (на время ремонта) и восстановлена только в 1926 году. Оставшиеся «лишними» фрагменты хранятся в нескольких музеях мира. Примечательно, что Пизано-сын в этой работе не последовал стилю Пизано-отца, который в рельефах кафедры, созданной ранее (1260), следовал в большей степени следовал античным образцам, используя фигуры, срисованные им с римских саркофагов пизанского Кампо-Санто. Пизано Младший спустя полвека вернулся к готической традиции. Такова особенность развития искусства итальянского проторенессанса.
Рельефы парапета кафедры посвящены евангельским сюжетам и заканчиваются эпизодами Страстей и Страшного суда. Композиции отделены друг от друга небольшими пилонами с фигурами пророков и сивилл. Композиция опор асимметрична. Место одной из колонн занимает фигура Геркулеса — олицетворение силы. Внутри колоннады также помещены опоры в виде аллегорических фигур. Центральная опора в виде трёх женских фигур представляет христианские добродетели: Веру, Надежду, Любовь. Постамент опоры украшен рельефами, изображающими «свободные художества». Фигуры Христа и архангела Михаила поддерживают статуи евангелистов. Аллегорическая фигура Церкви держит в руках двух младенцев, олицетворяющих учения Ветхого и Нового Заветов. У подножия этой фигуры — четыре женские статуи, которые представляют христианские добродетели: Твёрдость духа (со снопом), Справедливость (с весами в руках), Рассудительность (лат. Prudence — обнажённая фигура в позе «Venus Pudica» — «Венеры Стыдливой (Целомудренной)» Умеренность (держит за заднюю ногу льва, опущенного вниз головой). Две из наружных порфировых колонн опираются на спины львов. В этом приёме прослеживается восточная, византийская традиция. «Однако в данном случае изображения львов истолковывают в качестве символа подавления греха гордыни. Лев — царь природы — показан терзающим лошадь (домашнее животное). Этот мотив отец и сын Пизано заимствовали с рельефа древнеримского саркофага, хранящегося в соседнем Кампо-Санто. Но в отличие от античной трактовки морда льва выражает страдание — как и все, царь природы вынужден нести тяжёлое бремя».
Дж. Вазари в своих жизнеописаниях среди ранних работ Джованни упоминает лавабо (чашу для святой воды) в церкви Сан-Джованни-Фуорчивитас в Пистое, с образами четырёх добродетелей, высеченных на чаше и поддерживаемыемых кариатидами трёх богословских добродетелей. Также по сообщению Вазари в 1286 году Джованни Пизано первым применил технику прозрачной эмали по металлу для украшения алтаря в Ареццо.
В 1313 году Джованни начал работу над надгробием императрицы Маргариты Люксембургской в Генуе (не закончена). Последнее упоминание о Джованни Пизано относится к 1314 году, считается, что вскоре после этого он умер.
Вместе с Пизано работал его ученик скульптор Тино ди Камаино.

## Галерея

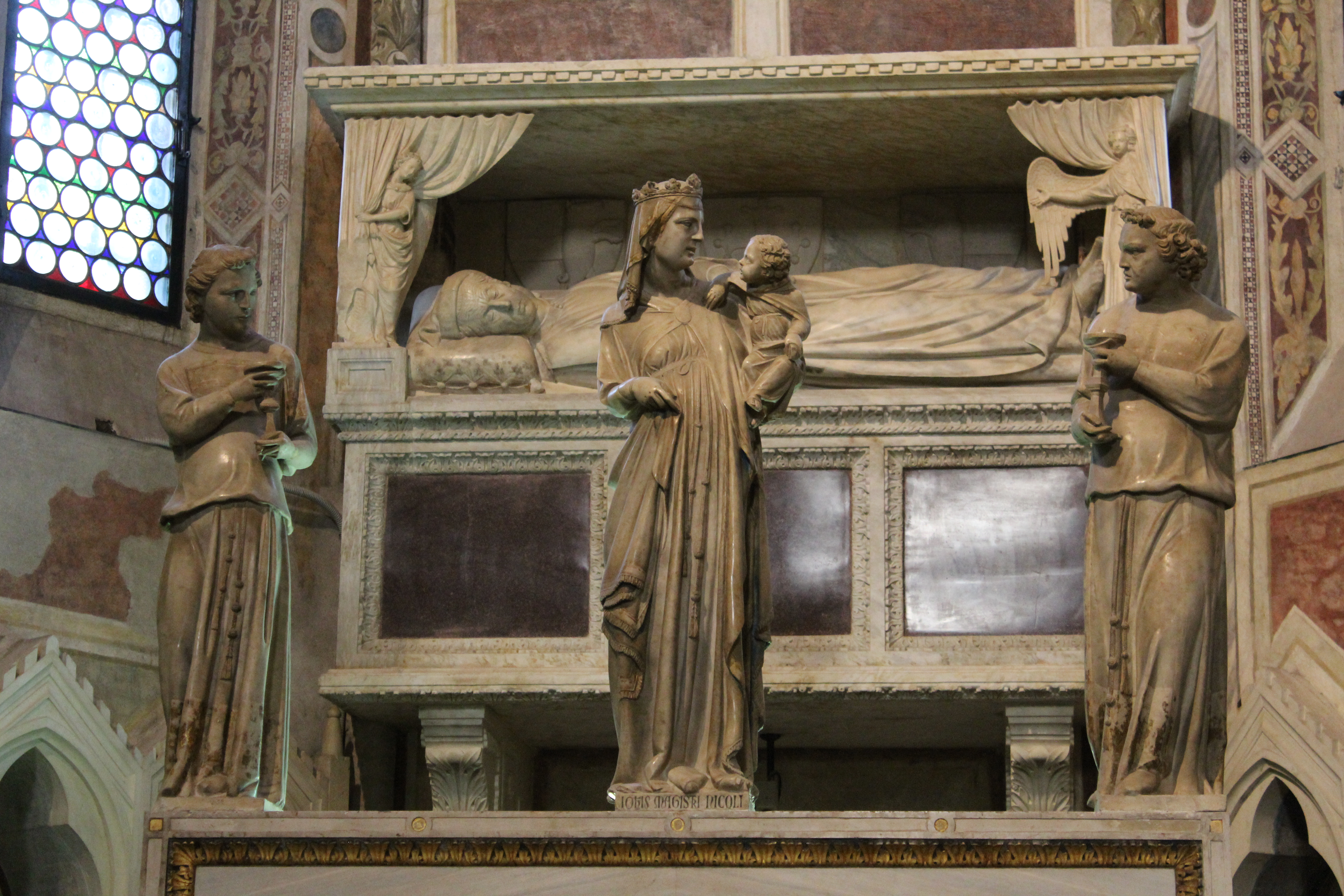
Гробница Энрико Скровеньи. Мадонна с Младенцем между двумя ангелами. 1305—1306. Капелла Скровеньи, Падуя
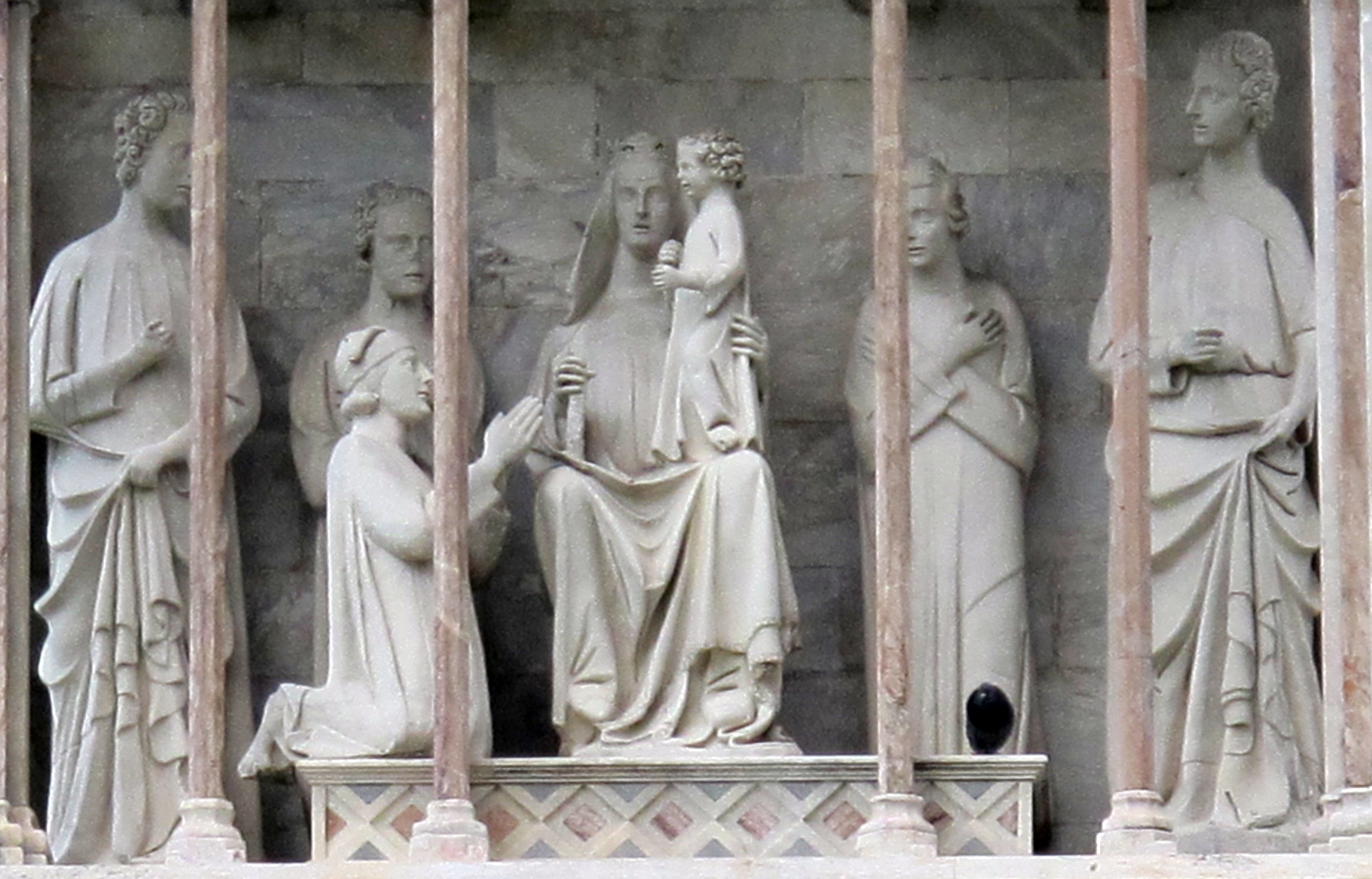
Мадонна с Младенцем и четырьмя святыми. Табернакль фасада Кампосанто в Пизе (мастерская)
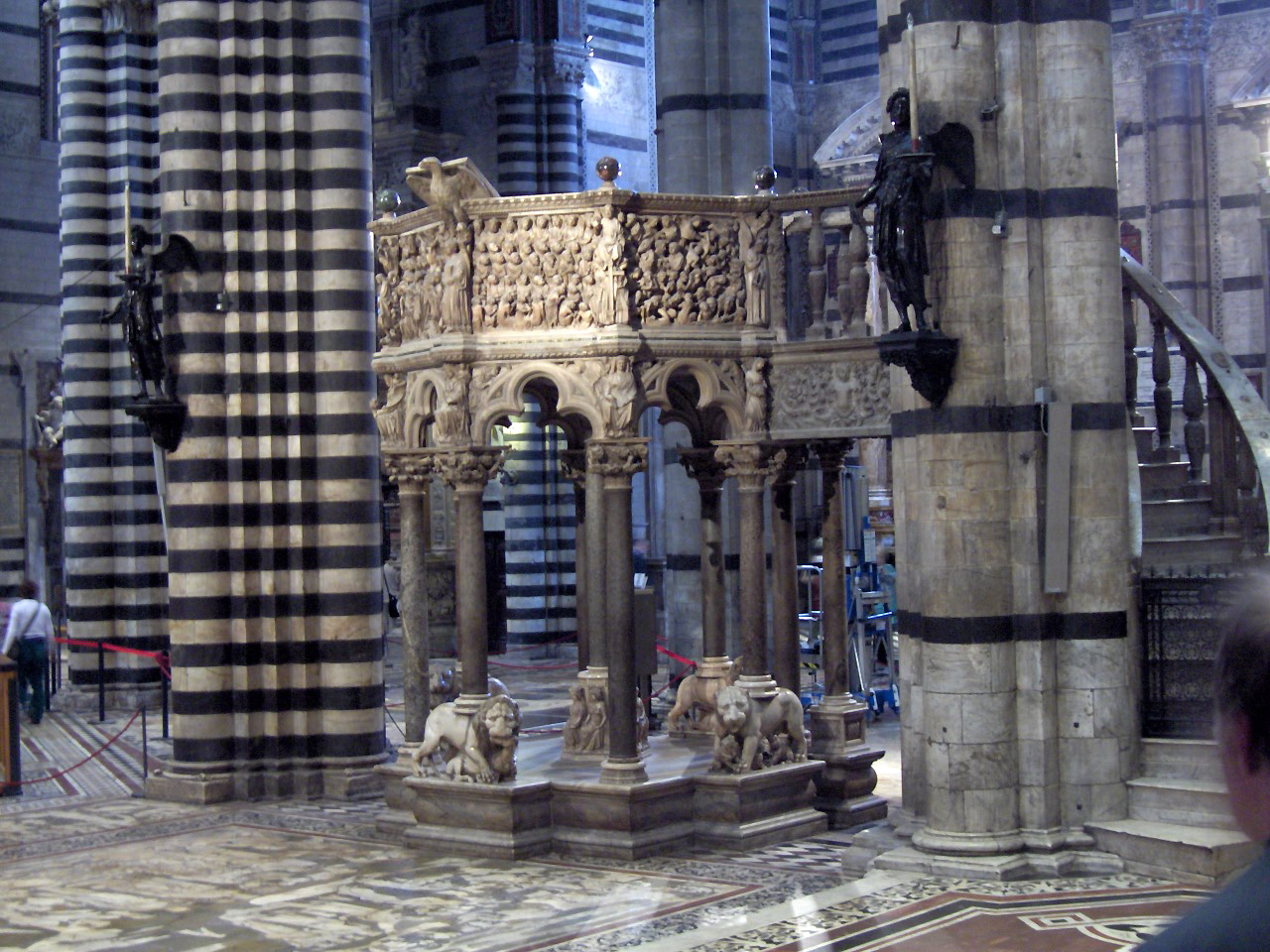
Кафедра собора в Сиене. 1265—1278
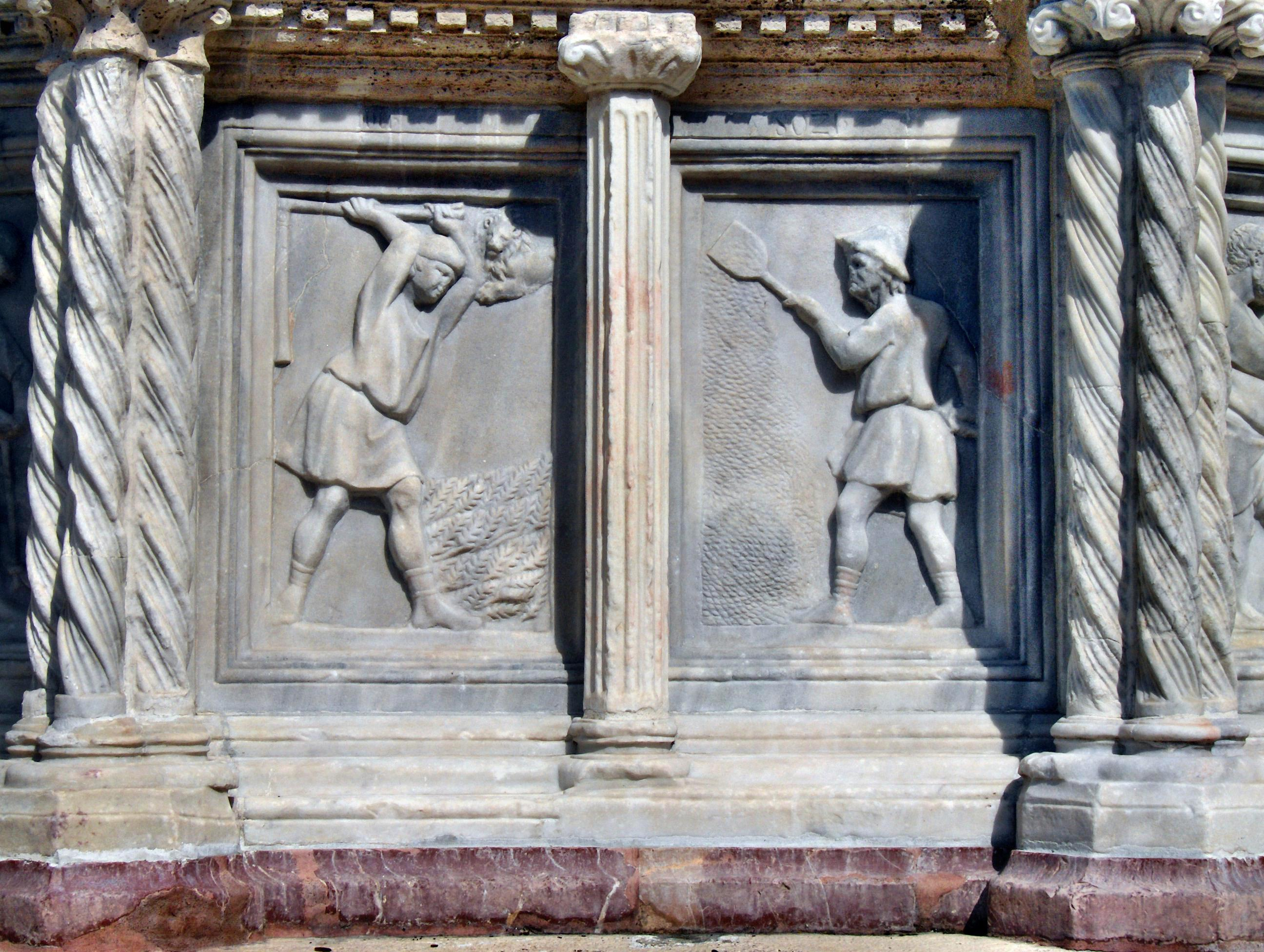
Барельефы Фонтана Маджоре в Перудже. 1275–1278
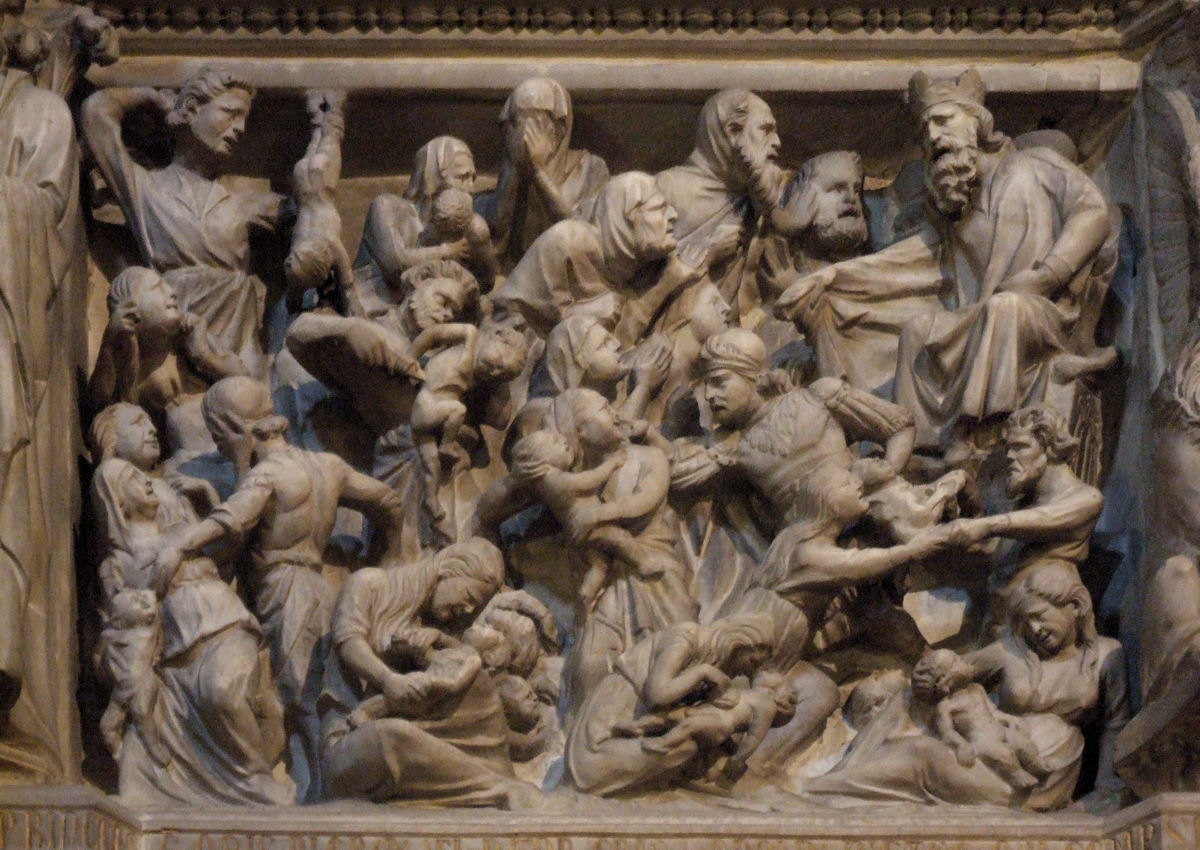
Избиение младенцев. Рельеф кафедры церкви Сант-Андреа в Пистое. 1297—1301
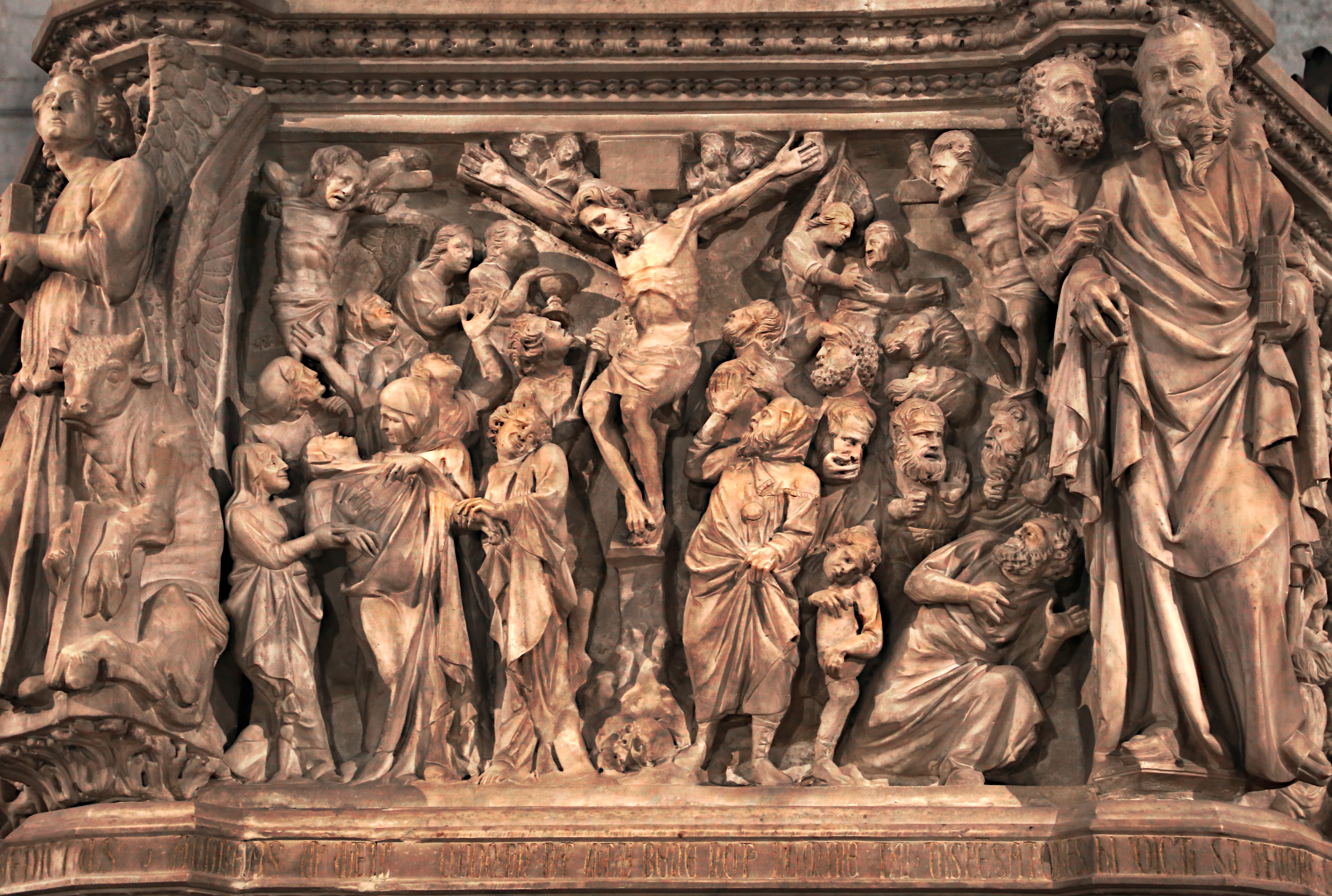
Распятие. Рельеф кафедры церкви Сант-Андреа в Пистое. 1297—1301
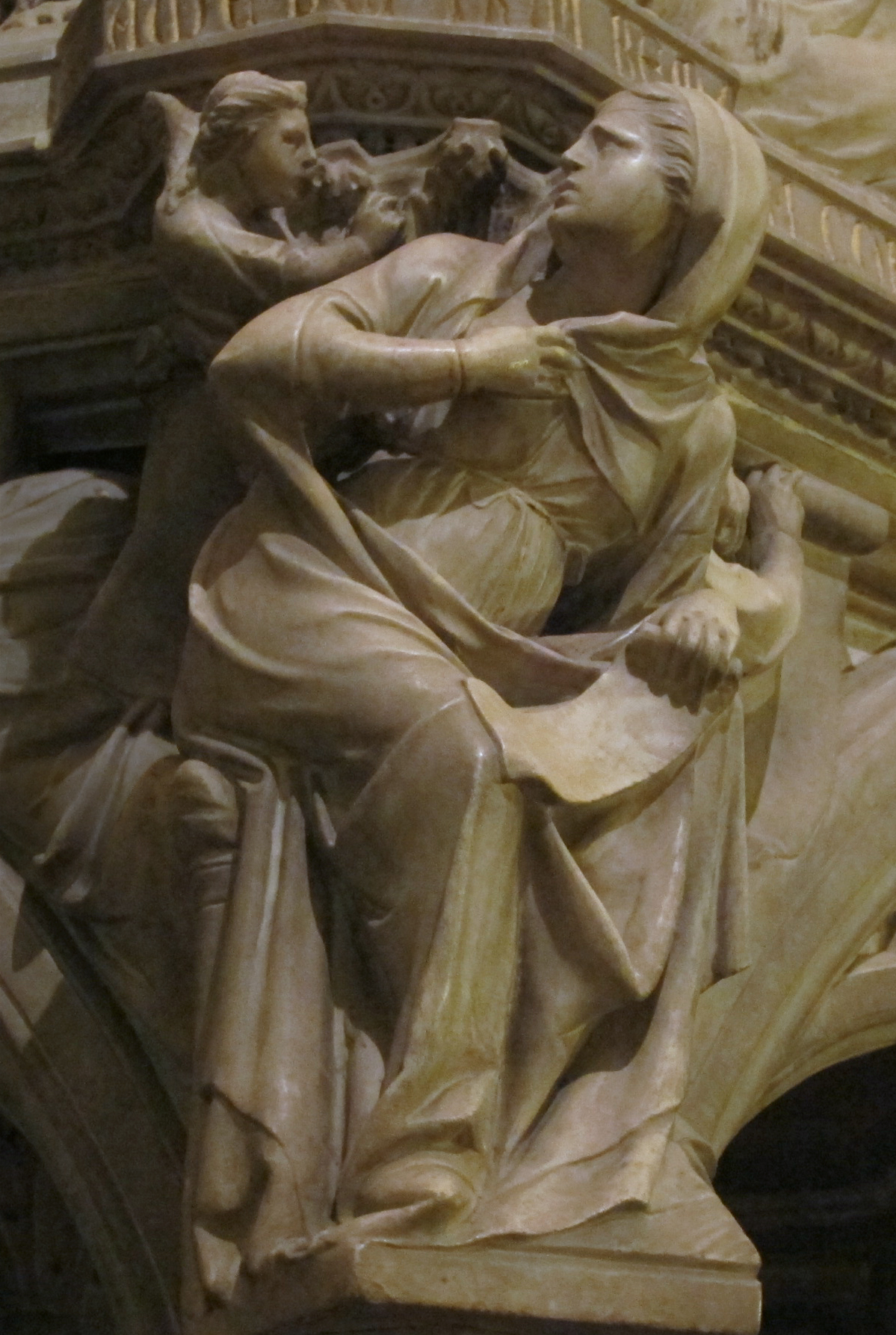
Богоматерь Благовещения. Деталь кафедры церкви Сант-Андреа
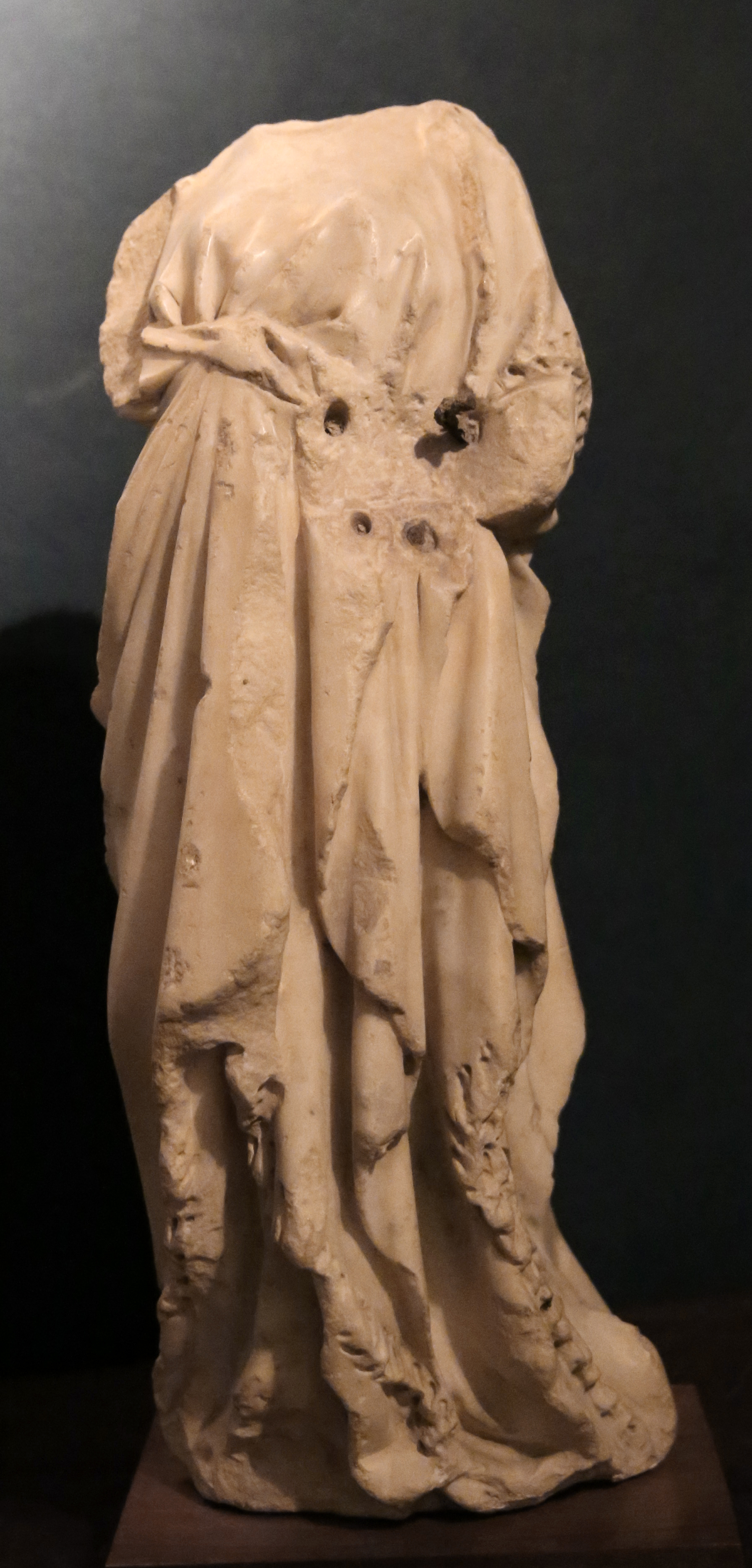
Фрагмент женской фигуры. Между 1270 и 1280. Мрамор. Музей Бардини, Флоренция
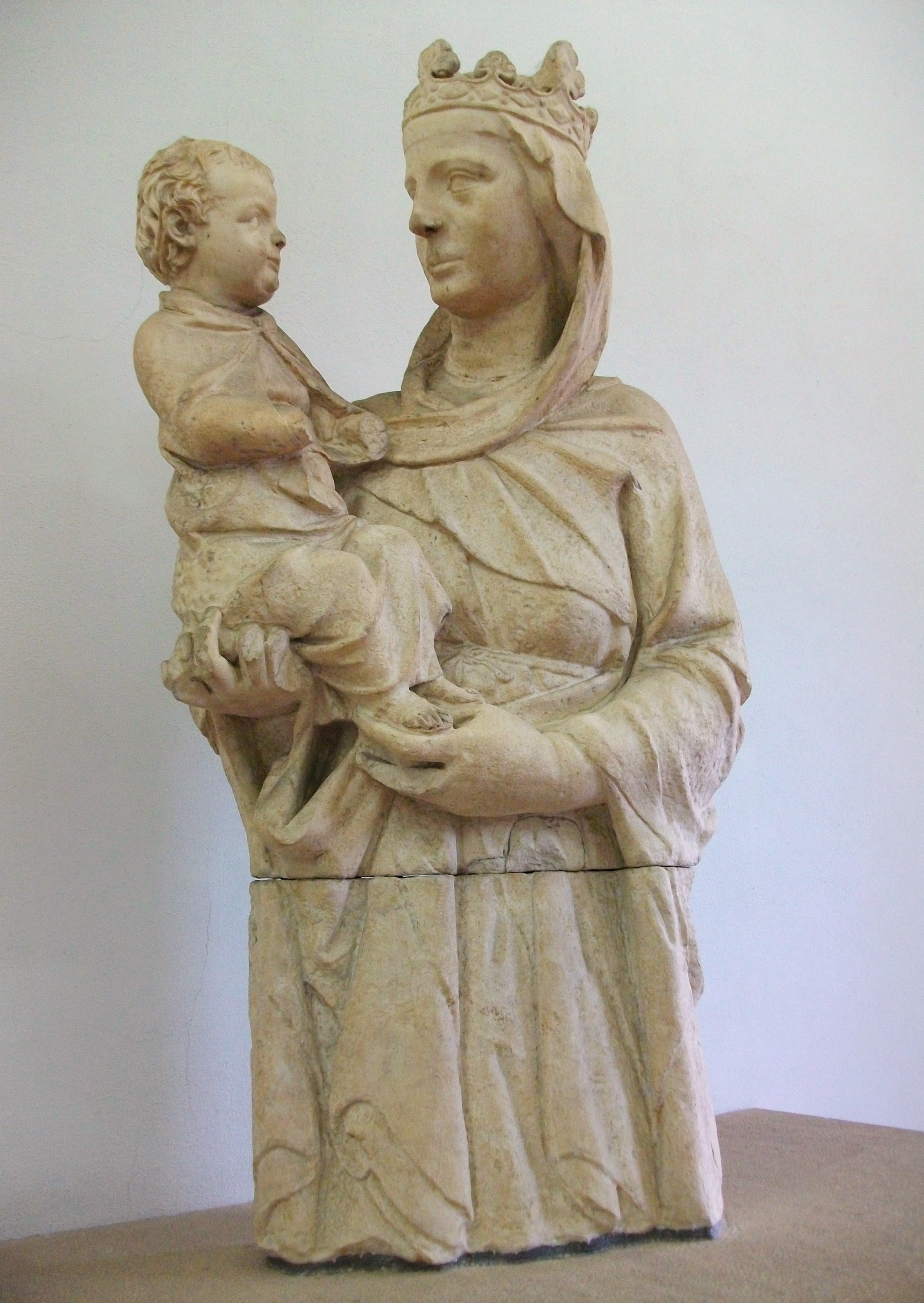
Мадонна с Младенцем. Музей произведений искусства собора, Пиза
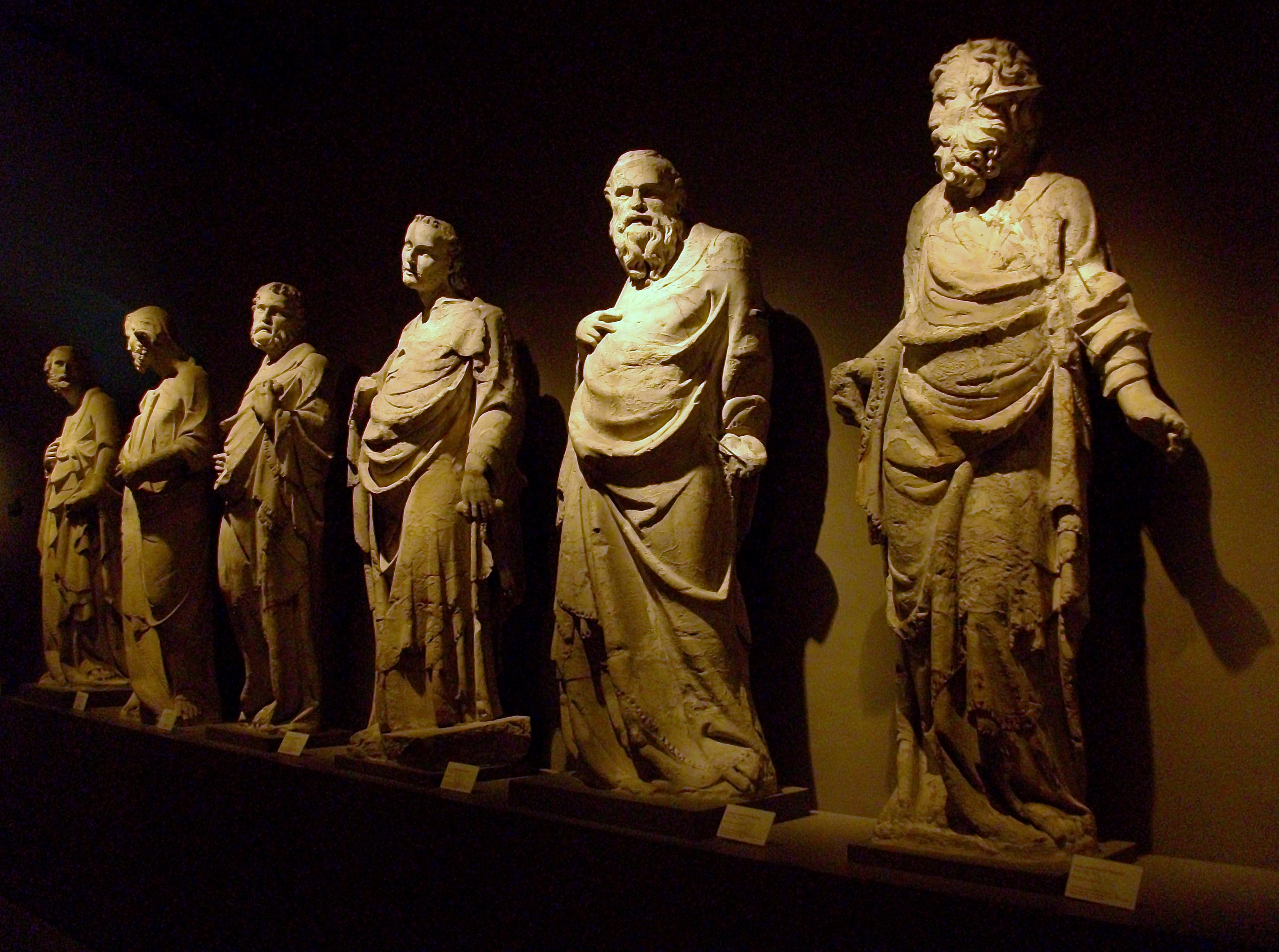
Статуи фасада собора с Сиене. Музей произведений искусства собора, Сиена
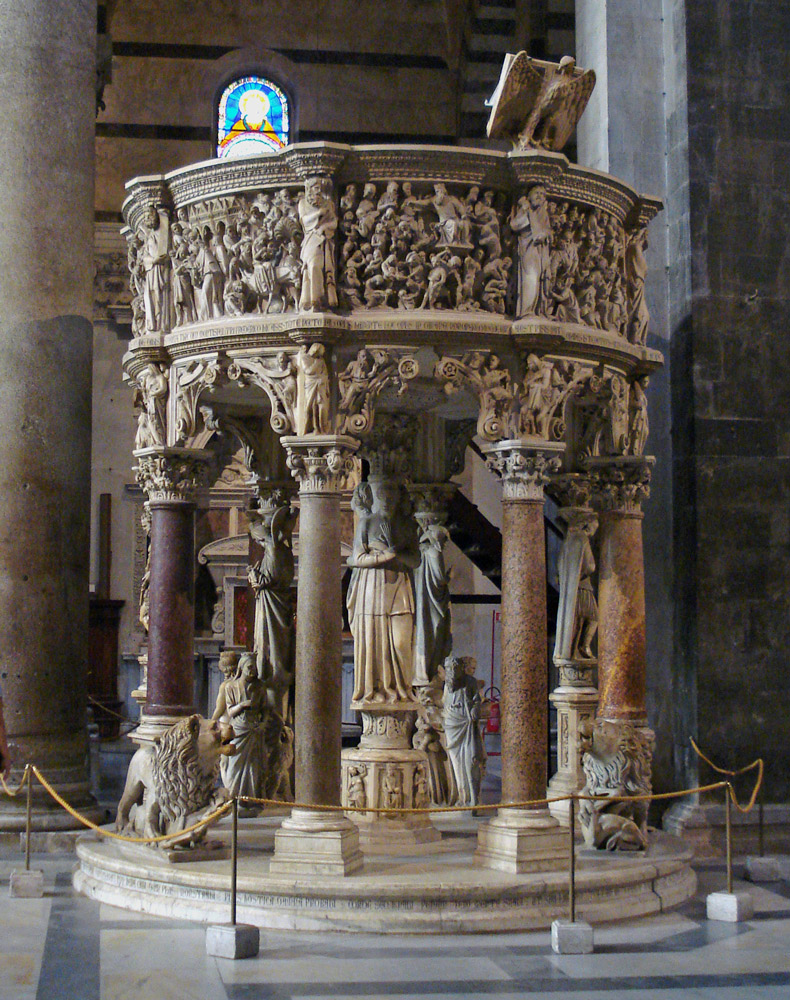
Кафедра собора в Пизе. 1310
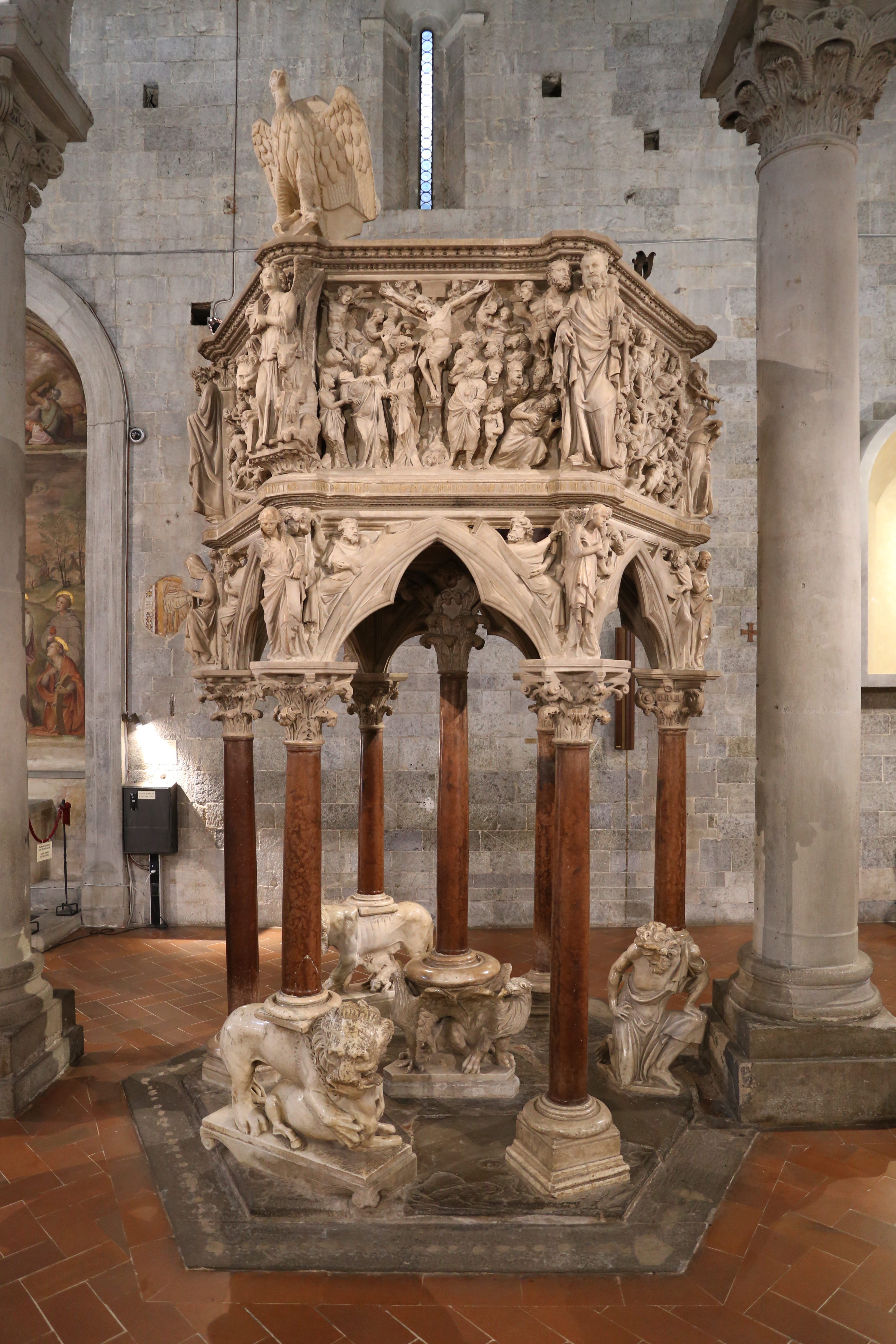
Кафедра церкви Сант-Андреа в Пистое. 1297—1301
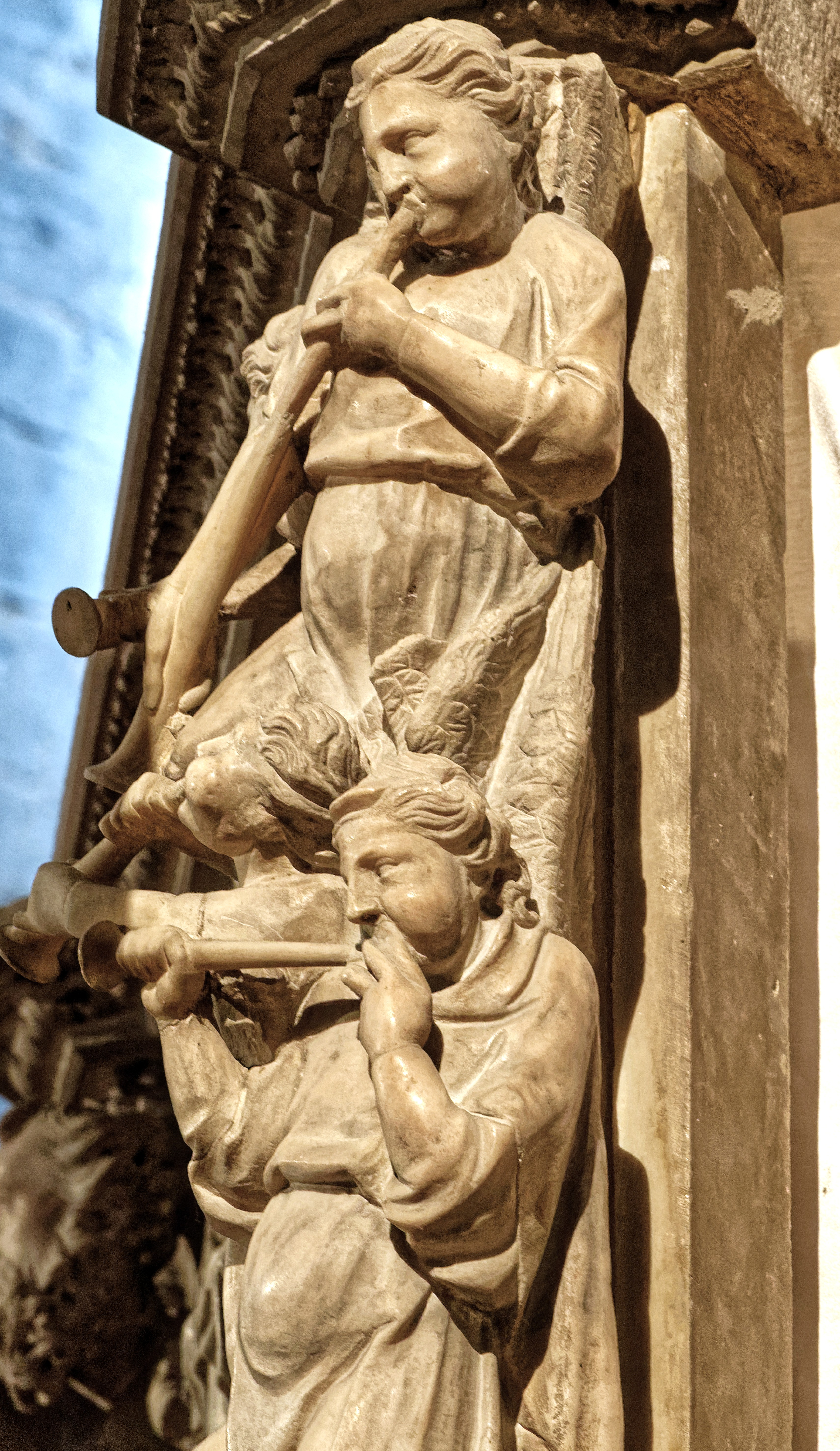
Деталь кафедры
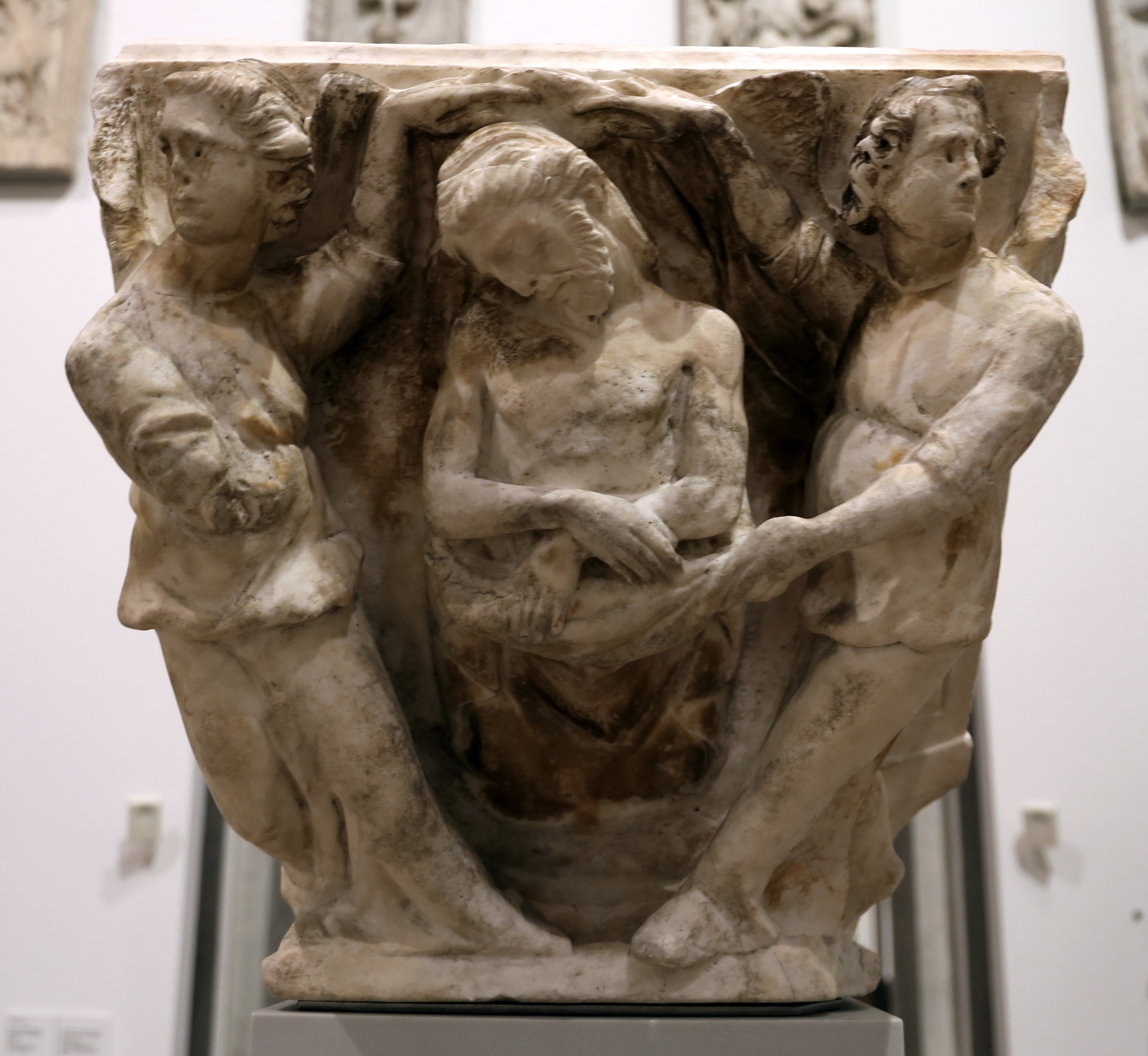
Капитель с образом Пьеты. Ок. 1300. Музей Боде, Берлин

## Детали кафедры Пизанского собора

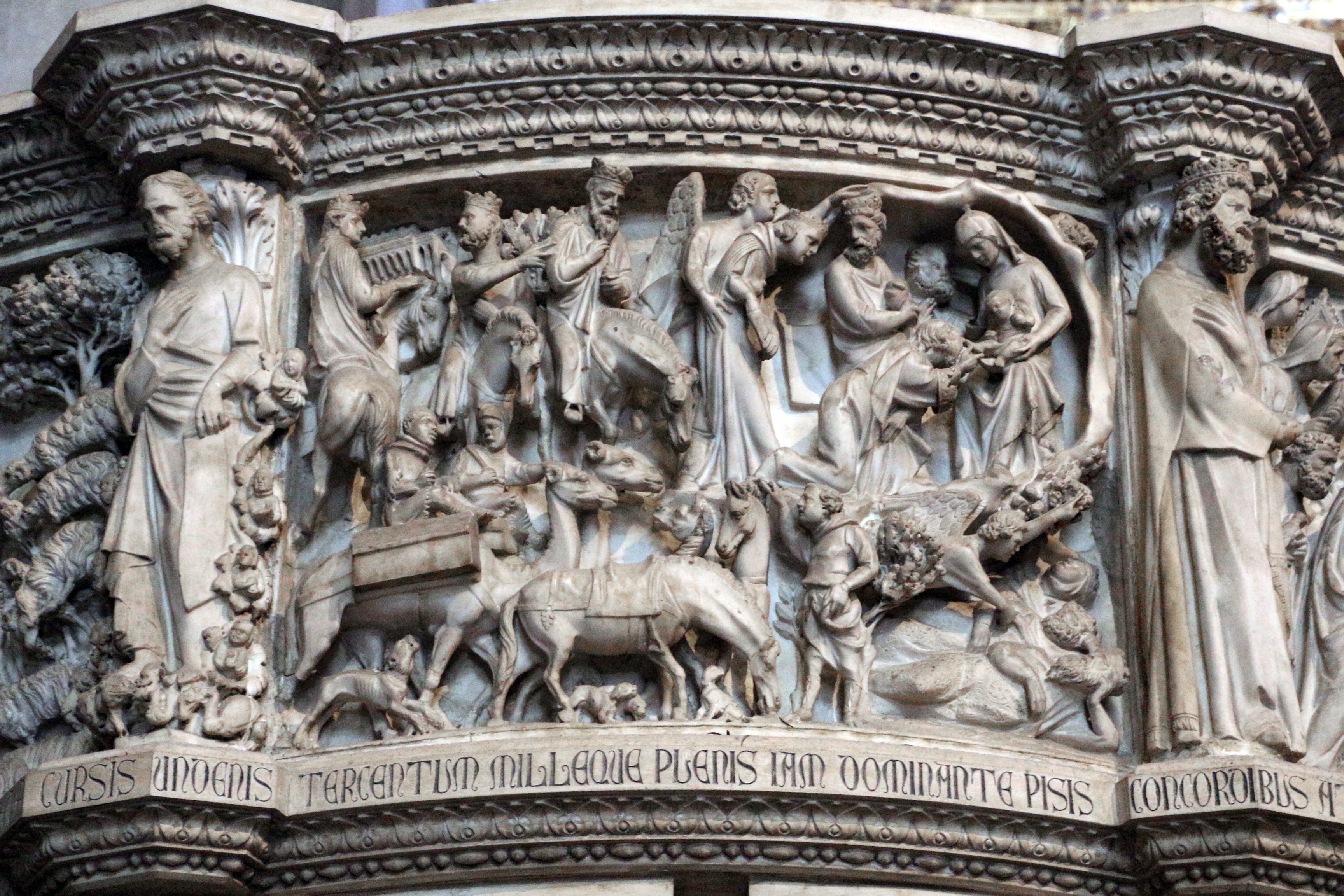
Поклонение волхвов
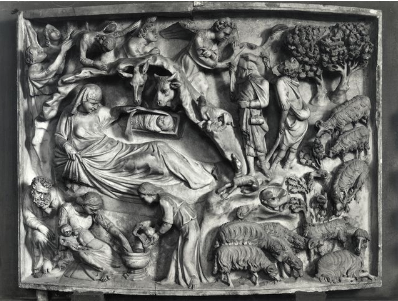
Рождество
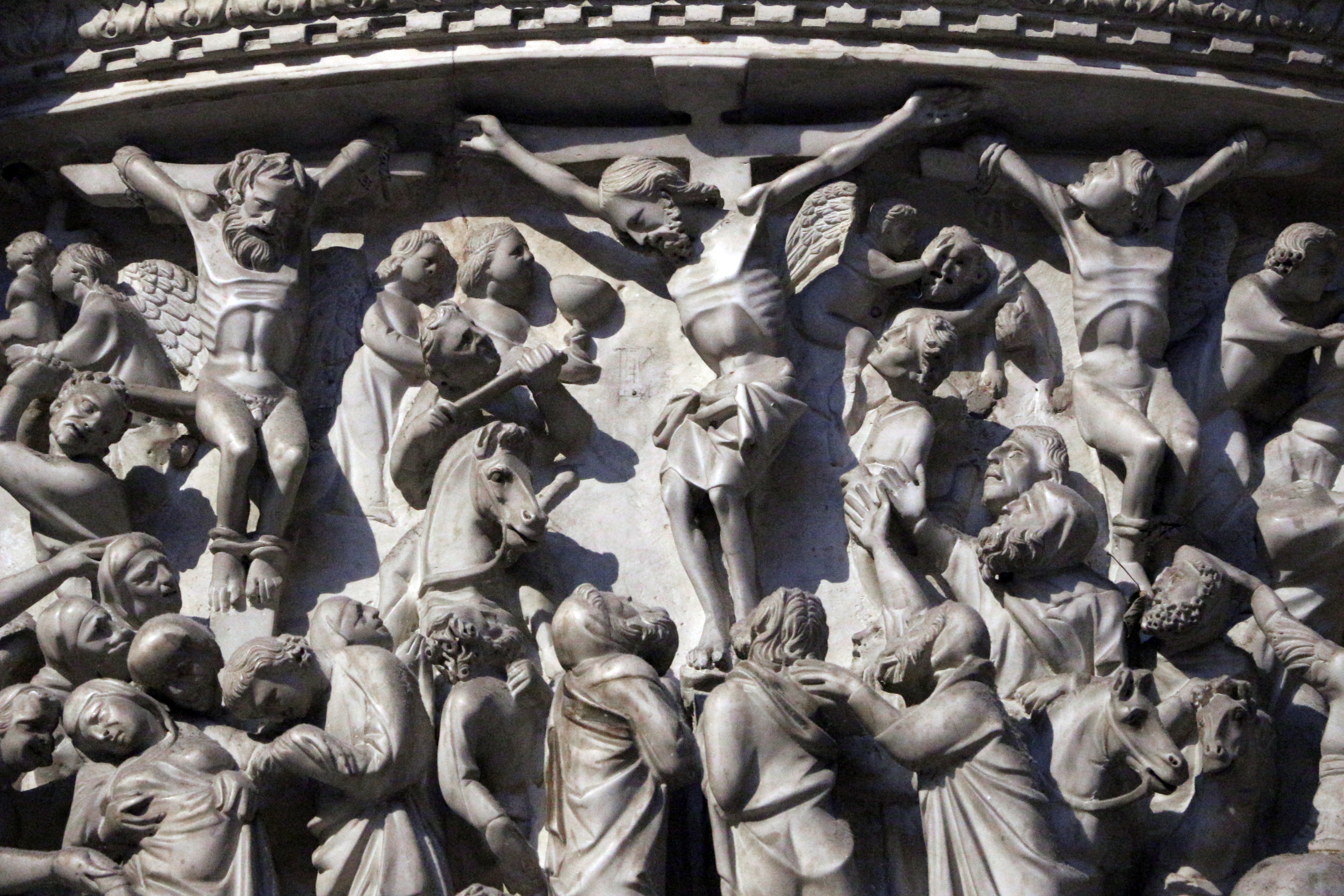
Распятие
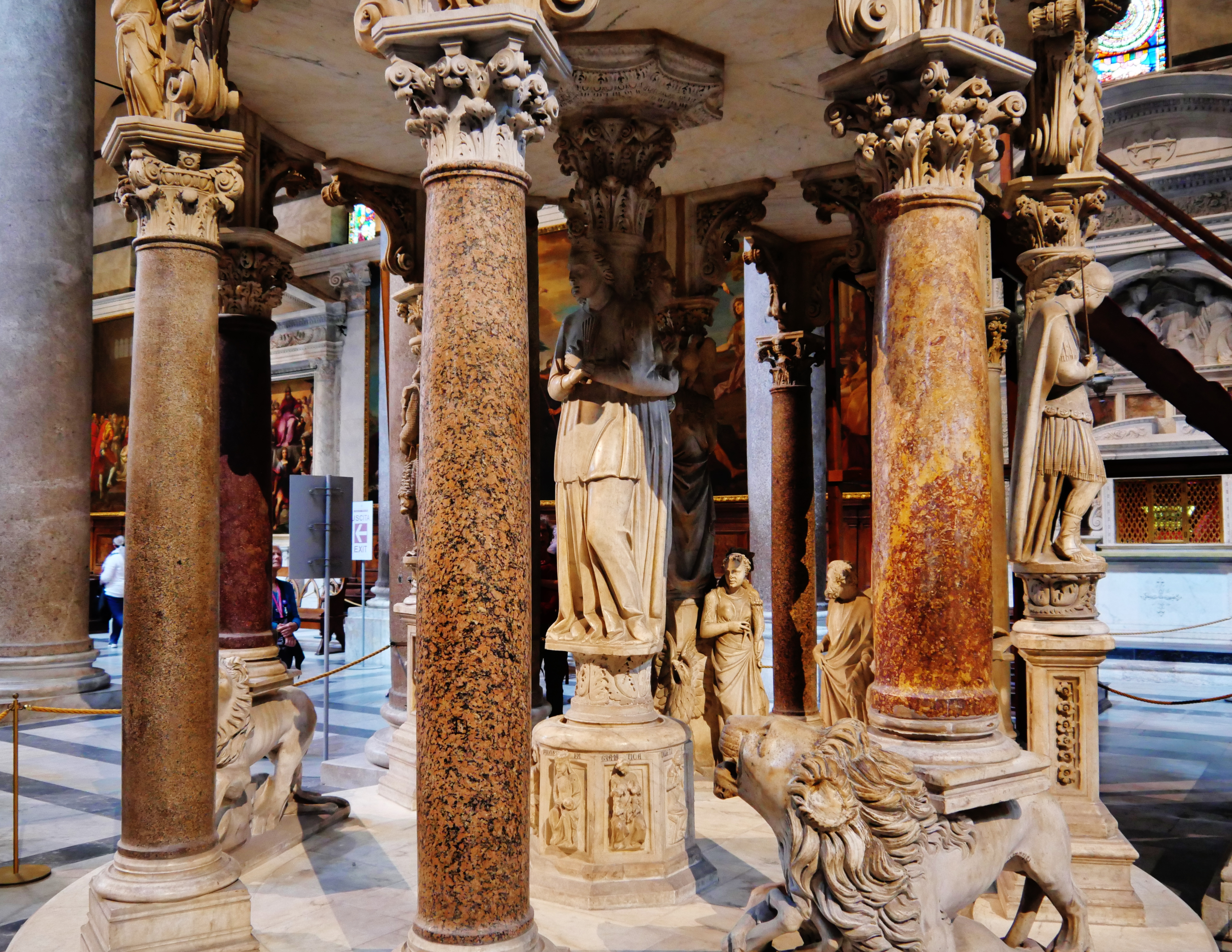
Опорная часть кафедры
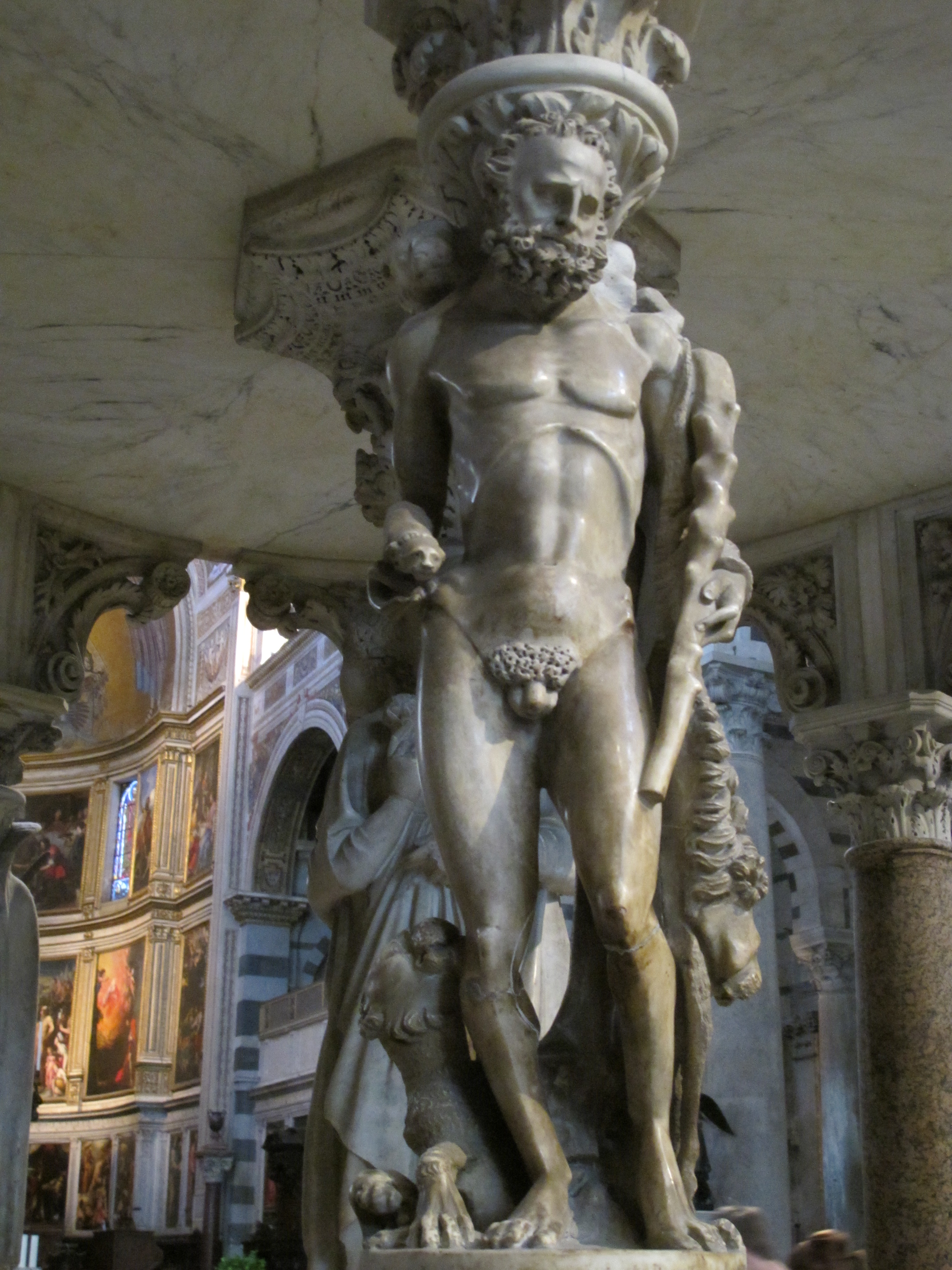
Геркулес (символ Силы)
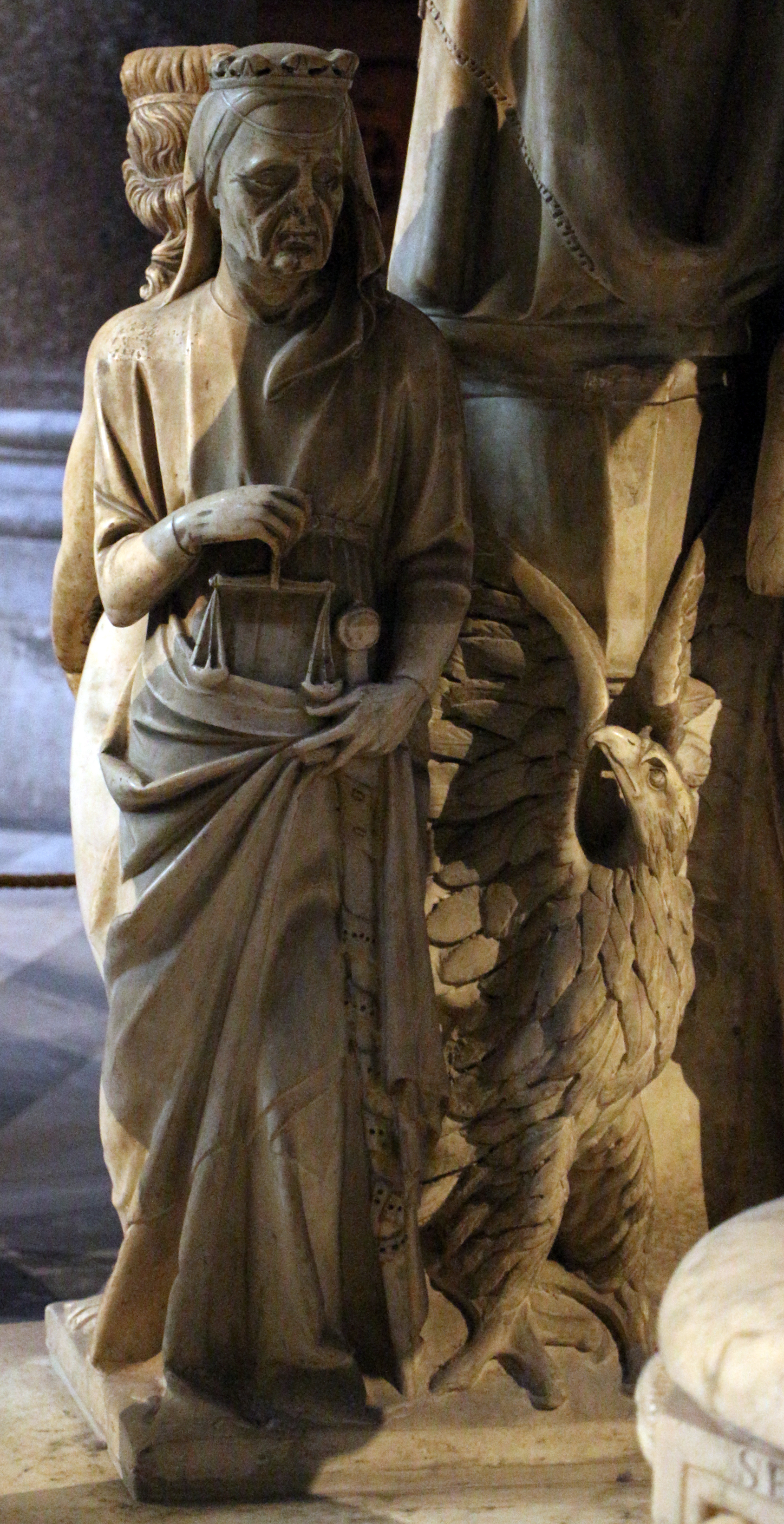
Аллегория Справедливости (Юстиция)
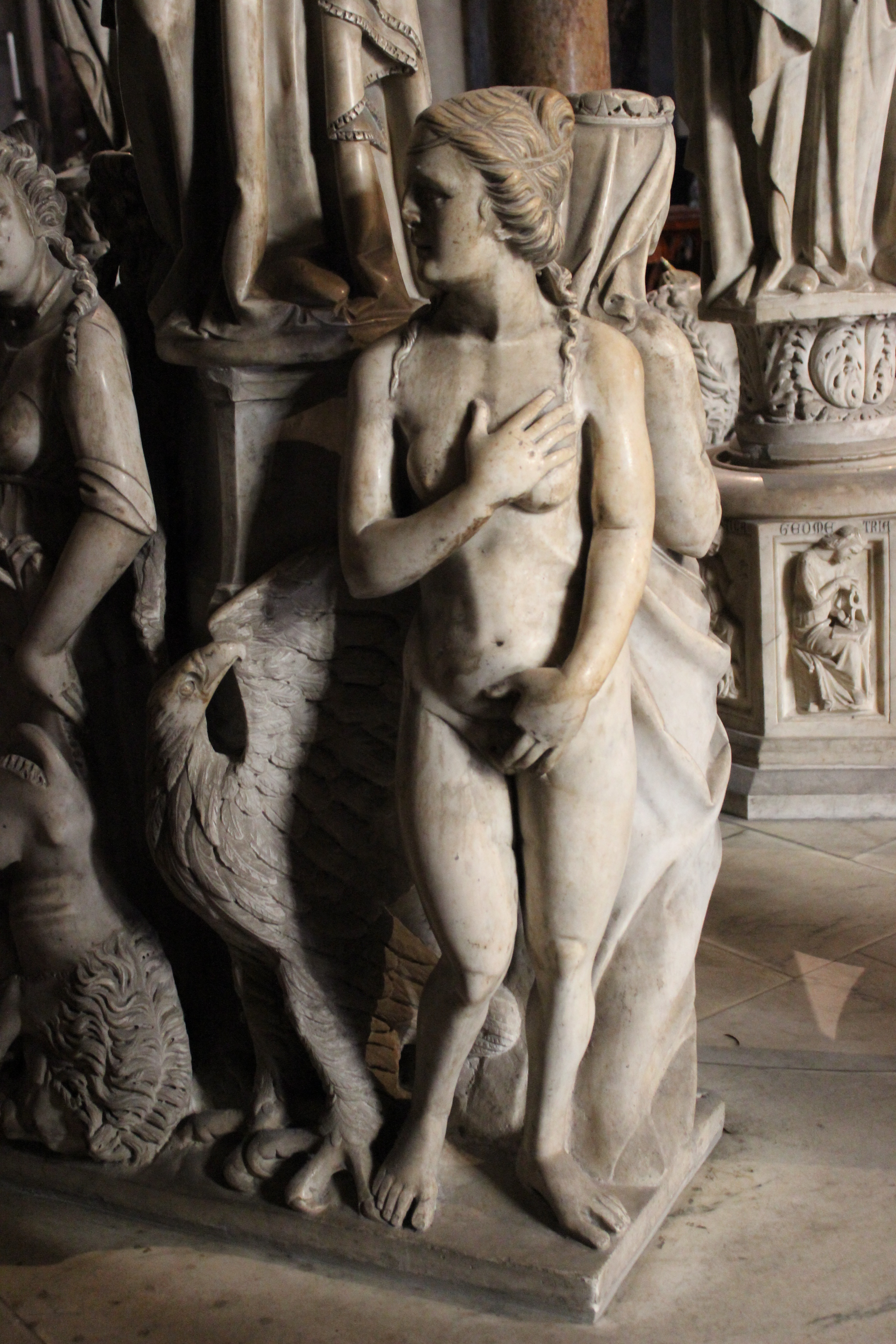
Аллегория Рассудительности (Venus Pudica)
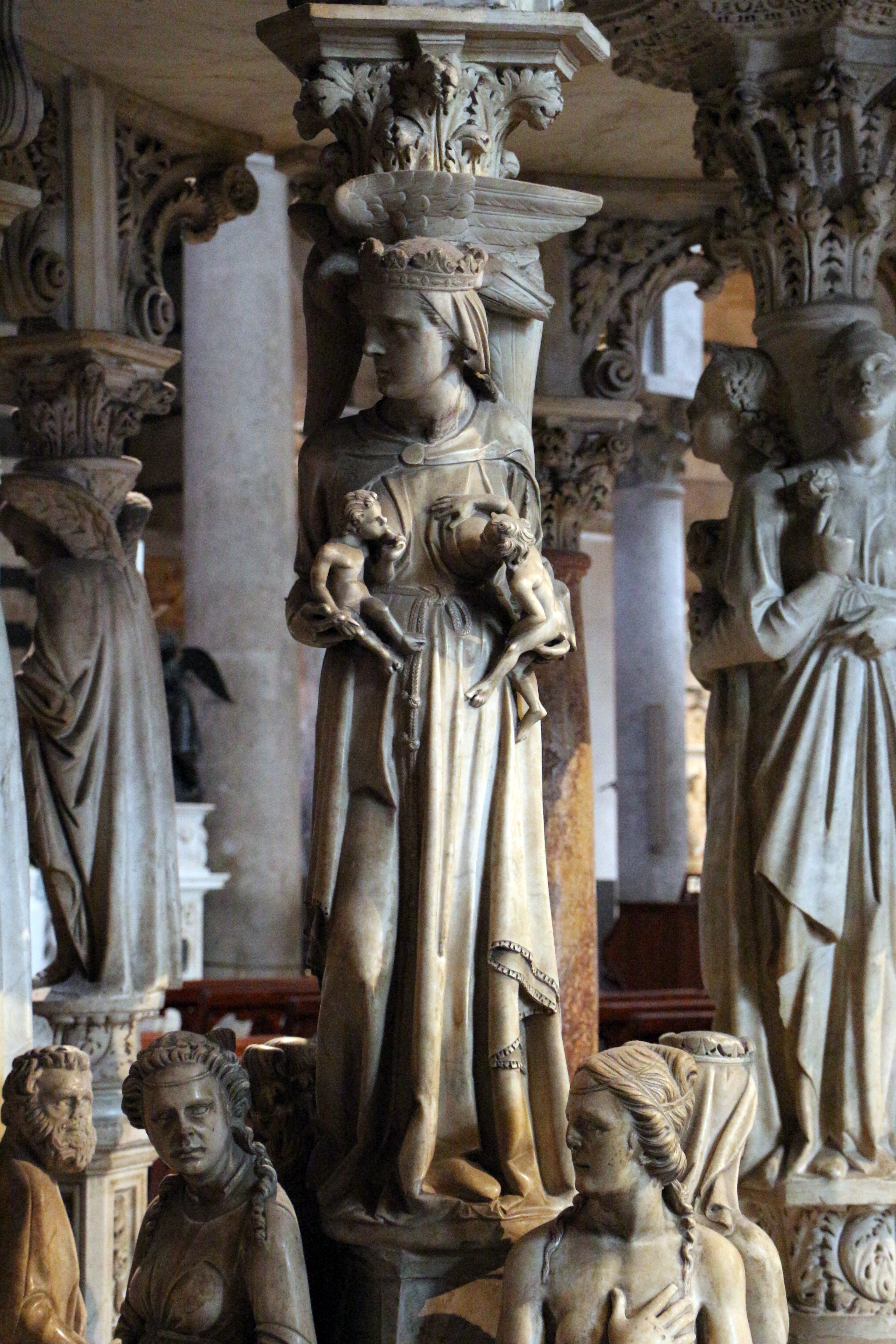
Аллегория Церкви
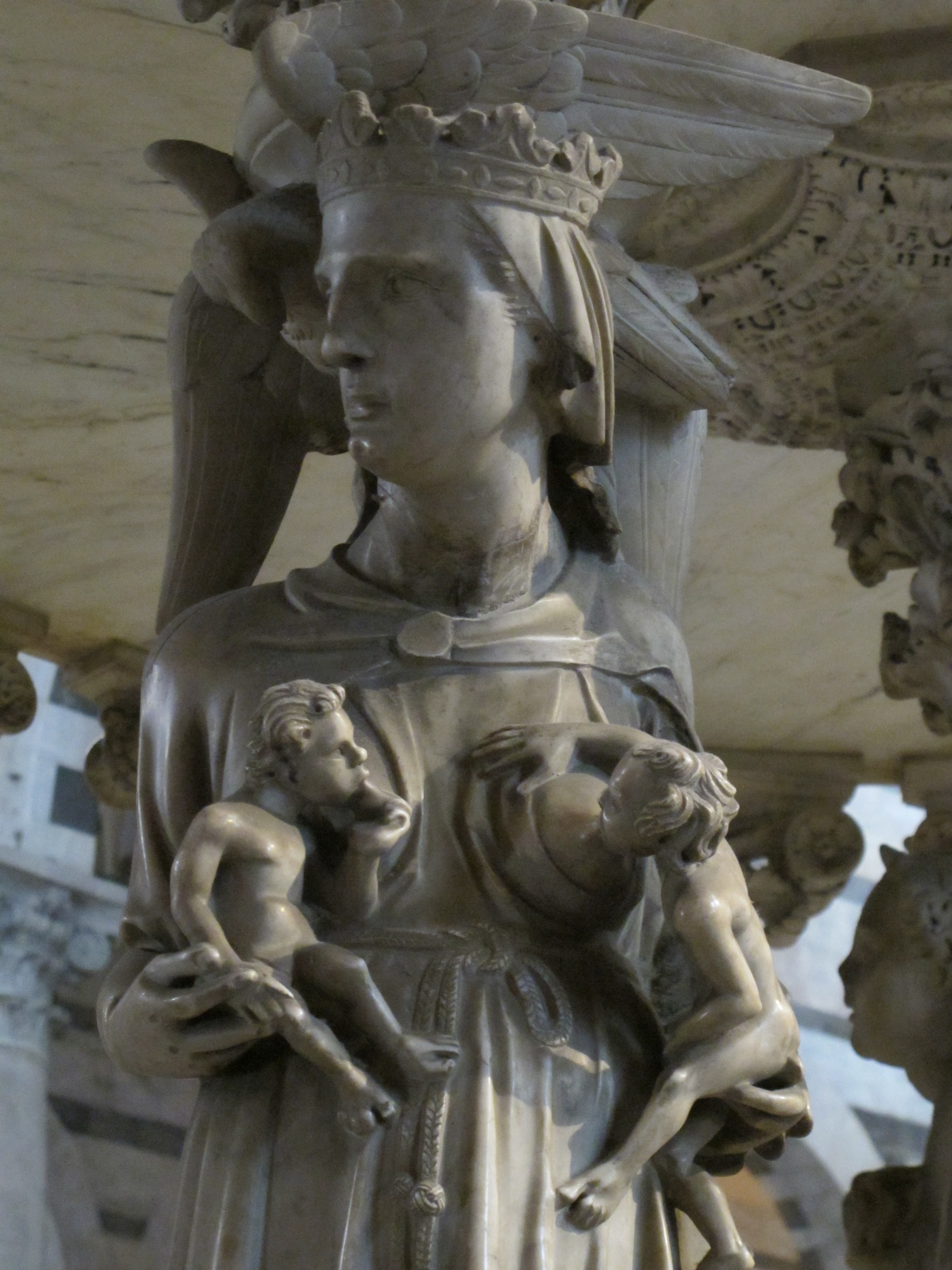
Деталь фигуры Церкви
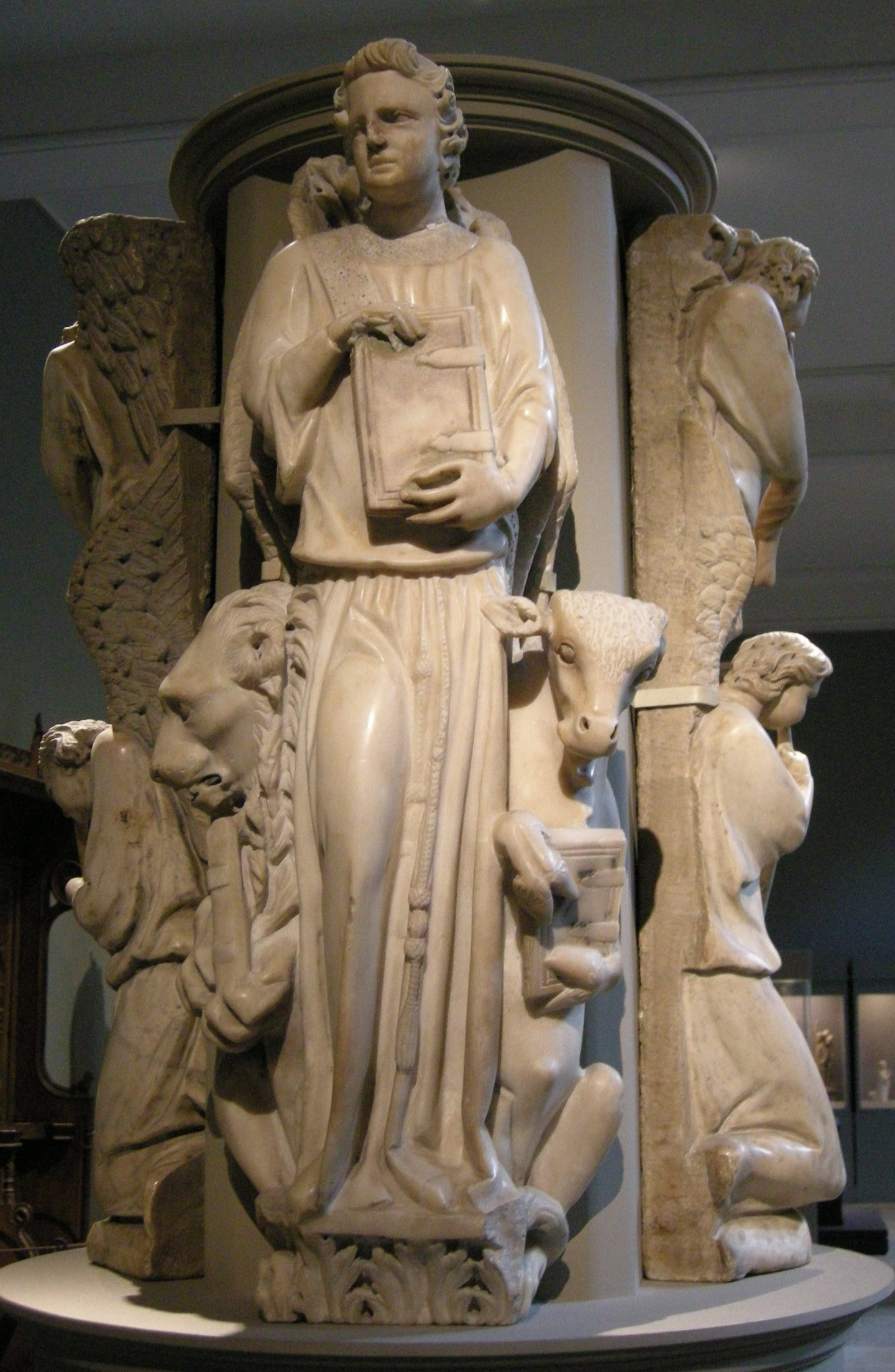
Аллегория Мудрости (?)
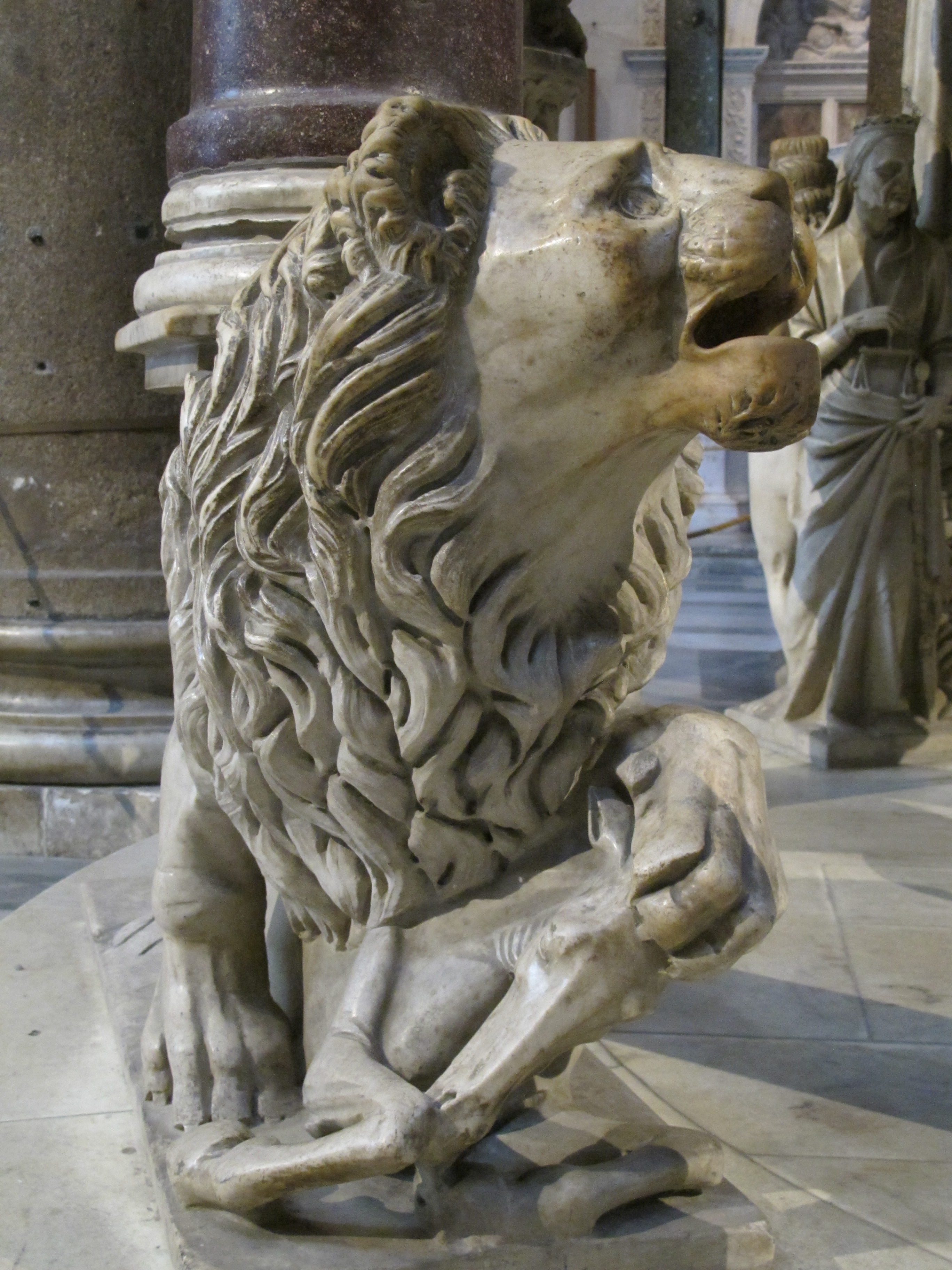
Лев, терзающий лошадь
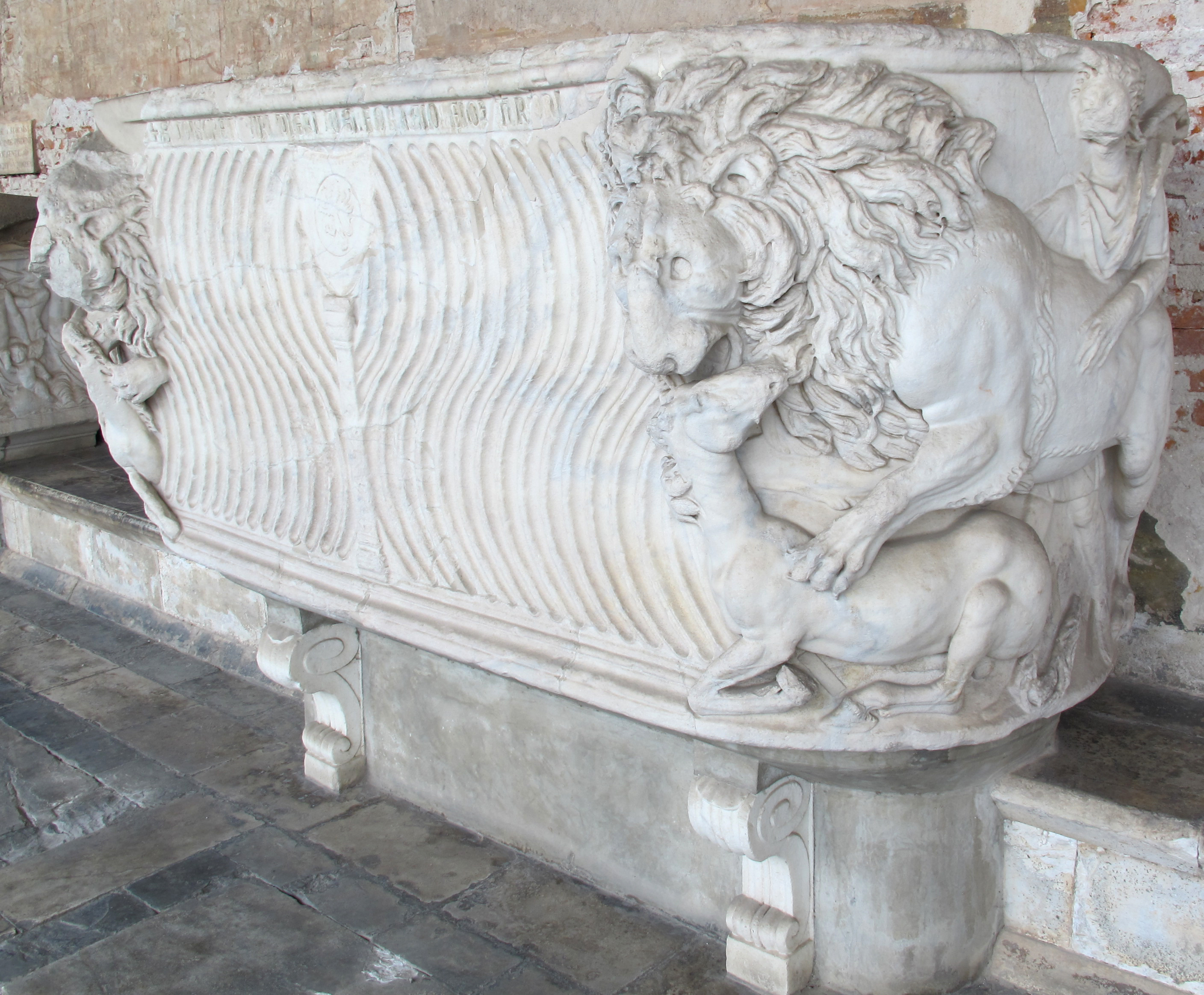
Саркофаг № 34. III в. н. э. Мрамор. Кампо-Санто, Пиза
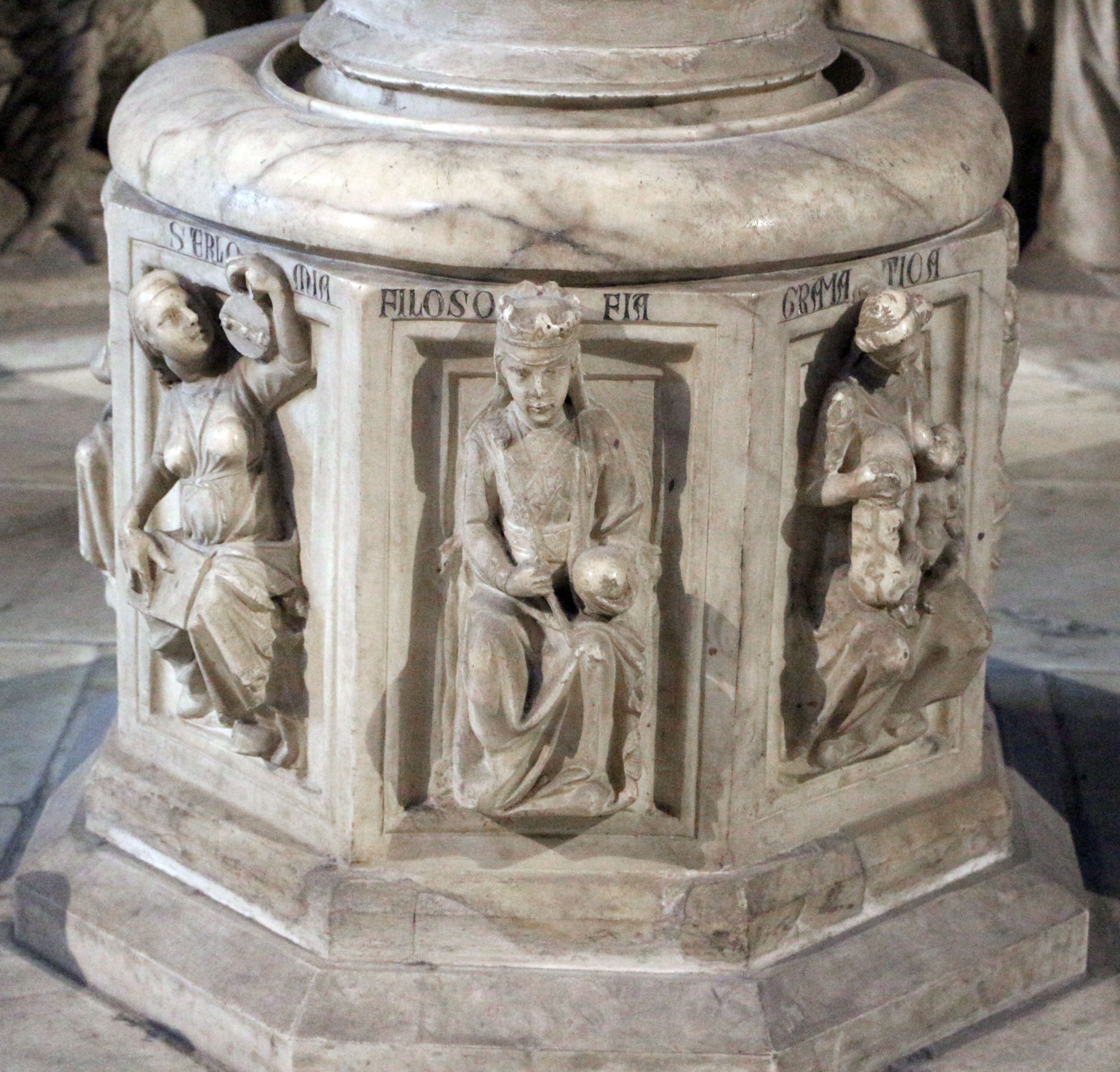
База центральной опоры